# Pachliopta pandiyana
Pachliopta pandiyana es una especie  de lepidóptero de la familia Papilionidae, endémica de India del Sur.

## Distribución[3]
Sur de la India. Esta mariposa no se asocia mucho con la rosa común, a la que se parece. En las laderas occidentales de las montañas Nilgiri y en otras partes de los Ghats occidentales, la rosa de Malabar desplaza por completo a esta mariposa tan abundante.

## Hábitat
Esta mariposa se encuentra confinada en las selvas húmedas del sur de la India y los Ghats occidentales, entre 1000 y 3000 pies (304,8 y 914,4 m).